# Crims al Bàltic: Rastre d'engany
Crims al Bàltic: Rastre d'engany (títol original en alemany, Der Usedom-Krimi: Trugspur) és un telefilm de la sèrie de pel·lícules de ficció criminal Crims al Bàltic. És el cinquè episodi de la sèrie i es va emetre per primera vegada el 27 d'octubre de 2017. S'ha doblat al català central per a TV3, que va emetre-la el 3 de desembre de 2023.
La pel·lícula es va rodar del 30 d'agost de 2016 al 30 de setembre de 2016 principalment a l'illa d'Usedom al mar Bàltic i a Berlín.